# Готтлойба
Готтлойба (нем. Gottleuba, чеш. Rybný potok) — река в Чехии (Устецкий край) и Германии (земля Саксония). Речной индекс 53714. Площадь бассейна реки составляет 251,6 км². Общая длина реки 33,9 км. Высота истока 719 м. Высота устья 113 м.

## Речные сооружения
В окрестностях курортного города Бад-Готлойба-Берггисхюбель в 1974 году на Готтлойбе была сооружена плотина «Talsperre Gottleuba» и образовано водохранилище. Гидросооружение служит для защиты от паводков и источником питьевой воды для окрестных городов. В этой гидросистеме есть также небольшая гидроэлектростанция.